# Rhynchosia yunnanensis
Rhynchosia yunnanensis är en ärtväxtart som beskrevs av Adrien René Franchet. Rhynchosia yunnanensis ingår i släktet Rhynchosia och familjen ärtväxter. Inga underarter finns listade i Catalogue of Life.